# Holoneurus
Holoneurus is een muggengeslacht uit de familie van de galmuggen (Cecidomyiidae).

## Soorten
- H. altifila (Felt, 1907)
- H. ciliatus Kieffer, 1896
- H. cinctus Kieffer, 1894
- H. defectus (Loew, 1850)
- H. fulvus Kieffer, 1896
- H. humilis (Felt, 1908)
- H. marginata (Meijere, 1901)
- H. paneliusi Yukawa, 1971
- H. setiger Kieffer, 1896
- H. tarsalis Felt, 1915